# 高尔基机器制造厂
56°19′34″N 43°53′49″E / 56.32611°N 43.89694°E
高尔基机器制造厂（俄语：Горьковский машиностроительный завод）也称“全苏新索尔莫沃机器制造厂”（俄语：Союзный машиностроительный завод «Новое Сормово»），“约瑟夫·斯大林第92工厂”（Zavod imeni Stalina, ZiS），“下诺夫哥罗德机器制造厂”（俄语：Нижегородский машиностроительный завод），是苏联高尔基市索尔莫沃区的一家机器制造厂。附属的工厂设计局由瓦西里·加夫里洛维奇·格拉宾领导。

## 历史
第二次世界大战中是苏联最重要的火炮工厂之一：
- ZiS-2 57mm反坦克炮
- ZiS-3 76.2mm师属加农炮
- ZiS-5 76.2mm坦克炮
- ZiS-30 自行反坦克炮
- ZiS-S-53 85mm坦克炮

二战胜利后，参与苏联原子弹计划，是气体扩散法浓缩铀工厂的主要设备制造商。工厂附属的绝密特种设计室，发展壮大为阿夫里坎托夫机械制造试验设计局，专门设计各型号核反应堆。
现在生产：
- 船用反应堆，用于苏联海军的潜艇与水面舰
- 用于浮动核电站的KLT-40反应堆（英语：KLT-40 reactor）
- 地对空导弹系统，防空武器, 反弹道导弹系统与雷达
- 火炮